# Piper PA-44 Seminole
Piper PA-44 Seminole je američki dvomotorni laki avion proizveden u zrakoplovnoj tvrtki Piper.
Razvijen je na osnovi jednomotornog aviona Piper Cherokee i u početku se prvenstveno koristio za obuku pilota za let na višemotornom avionu. Seminole je izrađivana od 1979. do 1982., od 1989. do 1990., i ponovo u 1995. godini.

## Razvoj
Prvi izrađeni avioni su opremljeni s dva Lycoming O-360-E1A6D motora od 180 KS (135 kW). Desni motor (inačica LO-360-E1A6D) okreće se u suprotnom smjeru od lijevog s čime se eliminira situacija "kritičnog motora" a zrakoplovom je u slučaju potrebe gašenja jednog motora ili njegovog otkaza lakše upravljati. Seminole je dozvolu za let dobila 10. ožujka 1978. godine kada je i uvedena u uporabu. Bruto težina aviona je 1723 kg. Kasnije izrađivani avioni opremljeni su s Lycoming O-360-A1H6 motorima.
Inačica PA-44-180T Turbo Seminole koja je izrađivana u 1981. i 1982. godini certificirana je 29. studenog 1979. Pogone ju dva Lycoming NA-360-E1A6D motora od 180 KS (135 kW) s turbokompresorom s čime su se avionu značajno poboljšanje osobine pri letu na većim visinama. MTOW Seminole Turbo je 1.780 kg.
Motori pogone dvokraki propeler konstantne brzine s kontrolom napadnog kuta pomoću uljno-zračnog tlaka. U svaki od dva spremnika za gorivo stane 55 US galona goriva od kojih su 2 galona neupotreblji.

## Tehničke karakteristike (PA-44-180 Seminole)
Osnovne karakteristike
- posada: 1 pilot
- kapacitet: 3 putnika
- dužina: 8,41 m
- raspon krila: 11,77 m
- površina krila: 17,1 m2
- visina: 2,59 m

Letne karakteristike
- najveća brzina: 374 km/h
- ekonomska brzina: 280 km/h
- dolet: 1.630 km
- brzina penjanja: 366 m/min
- najveća visina leta: 5.213 m
- specifično opterećenje krila: 100,8 kg/m²
- motor: Jedan Lycoming O-360-A1H6 i jedan Lycoming LO-360-A1H6
  - propeler: dvokraki Hartzell propeler stalne brzine